# Eerste klasse 2020-21 (basketbal België)
De EuroMillions Basketball League 2020/21 was het 94e seizoen van de hoogste basketbalklasse in België en de 74e editie sinds de invoering van een nationale competitie. Het was ook het laatste seizoen aangezien het volgende seizoen van een alleenstaande Belgische competitie. Voor het seizoen 2021/22 smolt de Belgische en de Nederlandse competitie samen tot de BNXT League. Oostende won zijn 22e landstitel.

## Competitieformat
In het seizoen 2020/21 werd de competitieformule opnieuw gespeeld in twee rondes. De eerste ronde werd gespeeld in twee poules waarbij de ploegen ingedeeld werden op basis van het eindklassement van het seizoen 2019-20. Poule A herbergt clubs 1-3-5-7-9 (Filou BC Oostende-Telenet Giants Antwerp-Spirou Charleroi-Kangeroes Basket Mechelen-Phoenix Brussels) terwijl in poule B clubs 2-4-6-8-10 (Belfius Mons-Hainaut-Hubo Limburg United-Stelle Artois Leuven Bears-Okapi BC Aalst-VOO Liège Basket) het tegen elkaar opnamen. In elke poule speelde iedereen één keer uit en één keer thuis tegen elkaar. In de tweede competitieronde speelden alle clubs opnieuw één keer uit en één keer thuis tegen elkaar. Punten uit de eerste ronde werden behouden bij het begin van de tweede ronde.
De competitie begon op 6 november 2020 en liep tot 16 mei 2021, gevolgd door play-offs met acht ploegen. Filou BC Oostende werd voor de tiende opeenvolgende keer kampioen, nadat het Belfius Mons-Hainaut versloeg in de play-offs.

## Coronamaatregelen
Het seizoen startte met strenge coronaprotocollen, waaronder tweemaal per week een coronatest. Publiek werd niet toegelaten. De Pro Basketball League introduceerde vanaf 1 mei een aanpassing van de regels rond de coronaregeling voor de afwerking van de laatste twee weken van de competitie en de play offs: Alle wedstrijden worden gespeeld; wedstrijden kunnen niet langer uitgesteld worden omwille van drie of meer covid-gerelateerde afwezigheden.
Het FIBA reglement werd toegepast voor het opstellen van spelers; dit hield in dat er minstens vijf spelers op het wedstrijdblad moesten staan om de wedstrijd aan te vatten. Indien een club niet speelde, zou de wedstrijd als verloren beschouwd worden; voor de wedstrijden van het reguliere seizoen hield dit in dat de club 1 punt kreeg in het klassement. Het normale testritme voor corona werd verhoogd naar minstens drie testen per week en er was altijd een test de dag voor de wedstrijd.

## Licenties
Alle ploegen buiten Liège Basket kregen een A-licentie, Luik kreeg een B-licentie.

## Teams
| Club                       | Coach             | Stad      | Hal                              | Capaciteit |
| -------------------------- | ----------------- | --------- | -------------------------------- | ---------- |
| Phoenix Brussels           | Ian Hanavan       | Brussel   | Sportcomplex Neder-Over-Heembeek | 1.200      |
| Hubo Limburg United        | Sacha Massot      | Hasselt   | Sporthal Alverberg               | 1.730      |
| Belfius Mons-Hainaut       | Vedran Bosnić     | Bergen    | Mons.Arena                       | 4.000      |
| Kangoeroes Basket Mechelen | Paul Vervaeck     | Mechelen  | Sporthal Winketkaai              | 1.000      |
| Liège Basket               | Lionel Bosco      | Luik      | Country Hall Ethias              | 5.000      |
| Okapi Aalst                | Yves Defraigne    | Aalst     | Okapi Forum                      | 2.800      |
| Antwerp Giants             | Christophe Beghin | Antwerpen | Lotto Arena                      | 5.218      |
| Spirou Charleroi           | Sam Rotsaert      | Charleroi | Spiroudome                       | 6.200      |
| Leuven Bears               | Eddy Casteels     | Leuven    | Sportoase Arena                  | 3.400      |
| Filou Oostende             | Dario Gjergja     | Oostende  | Versluys Dôme                    | 5.000      |

## Trainerswissels
| Trainer               | Datum                        | Club             | Reden voor ontslag of vertrek | Positie | Opvolger     | Datum aankondiging opvolger |
| --------------------- | ---------------------------- | ---------------- | ----------------------------- | ------- | ------------ | --------------------------- |
| Laurent Monier (a.i.) | Voor aanvang seizoen 2020/21 | Phoenix Brussels | Einde interimperiode          | -       | Ian Hanavan  | 14 maart 2020               |
| Brian Lynch           | Voor aanvang seizoen 2020/21 | Limburg United   | Zelf opgestapt                | -       | Sacha Massot | 25 maart 2020               |
| Sacha Massot          | Voor aanvang seizoen 2020/21 | Liège Basket     | Overstap naar Limburg United  | -       | Lionel Bosco | 25 maart 2020               |

## Eindstand
Poule A Fase 1
| Pos | Ploeg                      | Wed | W | V | G | Ptn |
| --- | -------------------------- | --- | - | - | - | --- |
| 1   | Belfius Mons-Hainaut       | 8   | 6 | 2 | 0 | 12  |
| 2   | Telenet Antwerp Giants     | 8   | 5 | 3 | 0 | 10  |
| 3   | Okapi Aalst                | 8   | 4 | 4 | 0 | 8   |
| 4   | Stella Artois Leuven Bears | 8   | 3 | 5 | 0 | 6   |
| 5   | Spirou Charleroi           | 8   | 2 | 6 | 0 | 4   |

Poule B Fase 1
| Pos | Ploeg               | Wed | W | V | G | Ptn |
| --- | ------------------- | --- | - | - | - | --- |
| 1   | Filou BC Oostende   | 8   | 7 | 1 | 0 | 14  |
| 2   | Hubo Limburg United | 8   | 7 | 1 | 0 | 14  |
| 3   | Phoenix Brussels    | 8   | 3 | 5 | 0 | 6   |
| 4   | Kangoeroes Mechelen | 8   | 3 | 5 | 0 | 6   |
| 5   | VOO Liège Basket    | 8   | 0 | 8 | 0 | 4   |

Fase 2
| Pos | Ploeg                      | Wed | W  | V  | G | Ptn |
| --- | -------------------------- | --- | -- | -- | - | --- |
| 1   | Filou BC Oostende          | 26  | 21 | 5  | 0 | 47  |
| 2   | Belfius Mons-Hainaut       | 26  | 21 | 5  | 0 | 47  |
| 3   | Telenet Antwerp Giants     | 26  | 17 | 9  | 0 | 43  |
| 4   | Okapi Aalst                | 26  | 16 | 10 | 0 | 42  |
| 5   | Hubo Limburg United        | 26  | 14 | 12 | 0 | 40  |
| 6   | Stella Artois Leuven Bears | 26  | 12 | 14 | 0 | 38  |
| 7   | Kangoeroes Mechelen        | 26  | 10 | 16 | 0 | 36  |
| 8   | Spirou Charleroi           | 26  | 9  | 17 | 0 | 35  |
| 9   | VOO Liège Basket           | 26  | 6  | 20 | 0 | 32  |
| 10  | Phoenix Brussels           | 26  | 4  | 22 | 0 | 30  |

### Play-offs
De Play-offs startte op 19 mei 2021.
|  | Kwartfinale | Kwartfinale                | Kwartfinale            |                      |                        | Halve finale         | Halve finale | Halve finale |  |  | Finale | Finale            | Finale |
|  |             |                            |                        |                      |                        |                      |              |              |  |  |        |                   |        |
|  | 1           | Filou BC Oostende          | 2                      |                      |                        |                      |              |              |  |  |        |                   |        |
|  | 8           | Spirou Basket              | 0                      |                      |                        |                      |              |              |  |  |        |                   |        |
|  | 8           | Spirou Basket              | 0                      |                      | 1                      | Filou BC Oostende    | 2            |              |  |  |        |                   |        |
|  |             |                            |                        |                      | 1                      | Filou BC Oostende    | 2            |              |  |  |        |                   |        |
|  |             | 4                          | Hubo Limburg United    | 0                    |                        |                      |              |              |  |  |        |                   |        |
|  | 4           | 4                          | Hubo Limburg United    | 0                    | Okapi Aalst            | 1                    |              |              |  |  |        |                   |        |
|  | 4           |                            |                        |                      | Okapi Aalst            | 1                    |              |              |  |  |        |                   |        |
|  | 5           | Hubo Limburg United        | 2                      |                      |                        |                      |              |              |  |  |        |                   |        |
|  |             |                            |                        |                      |                        |                      |              |              |  |  | 1      | Filou BC Oostende | 3      |
|  |             |                            | 2                      | Belfius Mons-Hainaut | 1                      |                      |              |              |  |  |        |                   |        |
|  | 2           | Belfius Mons-Hainaut       | 2                      |                      |                        |                      |              |              |  |  |        |                   |        |
|  | 7           | Kangoeroes Basket Mechelen | 0                      |                      |                        |                      |              |              |  |  |        |                   |        |
|  | 7           | Kangoeroes Basket Mechelen | 0                      |                      | 2                      | Belfius Mons-Hainaut | 2            |              |  |  |        |                   |        |
|  |             |                            |                        |                      | 2                      | Belfius Mons-Hainaut | 2            |              |  |  |        |                   |        |
|  |             | 3                          | Telenet Antwerp Giants | 1                    |                        |                      |              |              |  |  |        |                   |        |
|  | 3           | 3                          | Telenet Antwerp Giants | 1                    | Telenet Antwerp Giants | 2                    |              |              |  |  |        |                   |        |
|  | 3           |                            |                        |                      | Telenet Antwerp Giants | 2                    |              |              |  |  |        |                   |        |
|  | 6           | Stella Artois Leuven Bears | 0                      |                      |                        |                      |              |              |  |  |        |                   |        |

## Statistieken
| Rang | Speler              | Ploeg          | PPW  |
| ---- | ------------------- | -------------- | ---- |
| 1.   | Ryan Kriener        | Leuven Bears   | 19,2 |
| 2.   | Vladimir Mihailović | Okapi Aalst    | 19,2 |
| 3.   | Silas Melson        | Limburg United | 17,0 |
| 4.   | Sterling Gibbs      | Antwerp Giants | 16,5 |
| 5.   | Milos Bojovic       | Liège Basket   | 15,7 |

| Rang | Speler             | Ploeg                | RPW |
| ---- | ------------------ | -------------------- | --- |
| 1.   | Trevor Thompson    | Kangoeroes Mechelen  | 9,4 |
| 2.   | Skylar Spencer     | Belfius Mons-Hainaut | 8,6 |
| 3.   | Tim Lambrecht      | Spirou Charleroi     | 8,0 |
| 4.   | Ivan Maraš         | Okapi Aalst          | 7,6 |
| 5.   | Ioann Iarochevitch | Liège Basket         | 7,3 |

| Rang | Speler          | Ploeg                | APW |
| ---- | --------------- | -------------------- | --- |
| 1.   | Jabril Durham   | Belfius Mons-Hainaut | 6,5 |
| 2.   | Josh Heath      | Leuven Bears         | 5,8 |
| 3.   | Sergio Llorente | Spirou Charleroi     | 5,6 |
| 4.   | Domien Loubry   | Kangoeroes Mechelen  | 4,8 |
| 5.   | Lovre Bašić     | Liège Basket         | 4,8 |

| Rang | Speler             | Ploeg                | BPW |
| ---- | ------------------ | -------------------- | --- |
| 1.   | Skylar Spencer     | Belfius Mons-Hainaut | 1,3 |
| 2.   | Amar Sylla         | BC Oostende          | 1,2 |
| 3.   | Tim Lambrecht      | Spirou Charleroi     | 1,0 |
| 4.   | Ioann Iarochevitch | Liège Basket         | 0,9 |
| 5.   | Jito Kok           | Kangoeroes Mechelen  | 0,9 |

| Rang | Speler            | Ploeg                | SPW |
| ---- | ----------------- | -------------------- | --- |
| 1.   | Jabril Durham     | Belfius Mons-Hainaut | 1,9 |
| 2.   | Stephaun Branch   | Antwerp Giants       | 1,7 |
| 3.   | Brieuc Lemaire    | Liège Basket         | 1,7 |
| 4.   | Seppe D'Espallier | Leuven Bears         | 1,6 |
| 5.   | Wen Mukubu        | Limburg United       | 1,6 |

| Rang | Speler              | Ploeg                | I    |
| ---- | ------------------- | -------------------- | ---- |
| 1.   | Vladimir Mihailović | Okapi Aalst          | 22,1 |
| 2.   | Skylar Spencer      | Belfius Mons-Hainaut | 21,5 |
| 3.   | Ryan Kriener        | Leuven Bears         | 21,4 |
| 4.   | Trevor Thompson     | Kangoeroes Mechelen  | 19,4 |
| 5.   | Ioann Iarochevitch  | Liège Basket         | 19,1 |

## Prijzen
| Prijs                        | Persoon             | Ploeg                |
| ---------------------------- | ------------------- | -------------------- |
| MVP of the Year              | Vladimir Mihailović | Okapi Aalst          |
| Ster van de coaches          | Vladimir Mihailović | Okapi Aalst          |
| Belgisch speler van het jaar | Loïc Schwartz       | BC Oostende          |
| Belofte van het jaar         | Vrenz Bleijenbergh  | Antwerp Giants       |
| Coach van het jaar           | Vedran Bosnic       | Belfius Mons-Hainaut |
| Scheidsrechter van het jaar  | Renaud Geller       |                      |

Antwerp Giants ·
Kangoeroes Basket Mechelen ·
Leuven Bears ·
Liège Basket ·
Limburg United ·
Okapi Aalst ·
Oostende ·
Phoenix Brussels ·
Union Mons-Hainaut ·
Spirou Charleroi
1928 · 1929 · 1930 · 1931 · 1932 · 1933 · 1934 · 1935 · 1936 · 1937 · 1938 · 1939 · 1940 · 1941 · 1942 · 1943 · 1944 · 1945 · 1946 · 1947 · 1948 · 1949 · 1950 · 1951 · 1952 · 1953 · 1954 · 1955 · 1956 · 1957 · 1958 · 1959 · 1960 · 1961 · 1962 · 1963 · 1964 · 1965 · 1966 · 1967 · 1968 · 1969 · 1970 · 1971 · 1972 · 1973 · 1974 · 1975 · 1976 · 1977 · 1978 · 1979 · 1980 · 1981 · 1982 · 1983 · 1984 · 1985 · 1986 · 1987 · 1988 · 1989 · 1990 · 1991 · 1992 · 1993 · 1994 · 1995 · 1996 · 1997 · 1998 · 1999 · 2000 · 2001 · 2002 · 2003 · 2004 · 2005 · 2006 · 2007 · 2008 · 2009 · 2010 · 2011 · 2012 · 2013 · 2014 · 2015 · 2016 · 2017 · 2018 · 2019 · 2020 · 2021